# 869. pr. Kr.
◄ | 10. stoljeće pr. Kr. | 9. stoljeće pr. Kr. | 8. stoljeće pr. Kr. | ►
◄ | 890-ih pr. Kr. | 880-ih pr. Kr. | 870-ih pr. Kr. | 860-ih pr. Kr. | 850-ih pr. Kr. | 840-ih pr. Kr. | 830-ih pr. Kr. | ►
◄◄ | ◄ | 872. pr. Kr. | 871. pr. Kr. | 870. pr. Kr. | 869 pr. Kr. | 868. pr. Kr. | 867. pr. Kr. | 866. pr. Kr. | ► | ►►
Astronomija

## Događaji
- Matenbaal nasljeđuje na feničkom prijestolju svoga oca, Balazaara II., kralja Tira.
- Akab, nasljeđuje u Palestini na izraelskom prijestolju svoga oca, kralja Omrija.